# Pseudoligosita brevicilia
Pseudoligosita brevicilia är en stekelart som först beskrevs av Girault 1915.  Pseudoligosita brevicilia ingår i släktet Pseudoligosita och familjen hårstrimsteklar. Inga underarter finns listade i Catalogue of Life.